# 南星計畫
南星計畫是位於台灣高雄市小港區大林蒲海岸的填海造陸計畫，剛開始是為了妥善放置爐石等工業或工程廢棄物而設置，現成為自由經濟示範區預定地之一。
南星計畫區始於1980年，該計畫向海外延伸3公里，水深在18至20公尺之間的海域，全部面積約3,000公頃。共分為三期工程，第一期已在1991年完成；第二期暫緩實施；第三期又稱為中程計畫，並細分成兩個區，第一區已在2000年填滿。目前構想中用途有貨櫃碼頭、國際機場等。

## 外部連結
- 重啟南星計畫 規劃填海造陸·自由時報·